# Waterford (town w stanie Nowy Jork)
Waterford – town w Stanach Zjednoczonych, w stanie Nowy Jork, w hrabstwie Saratoga.
Powierzchnia town wynosi 7,41 mi² (około 19,2 km²). W 2010 roku jego populacja wynosiła 8423 osób, a liczba gospodarstw domowych: 3897. W 2000 roku zamieszkiwało je 8515 osób, a w 1990 mieszkańców było 8695.
Na terenie town leży village Waterford.